# On va sortir !
On va sortir ! (OVS) est un site de rencontres sociales édité par la société NetUneed, à but amical. Les rencontres sont effectuées au travers de sorties organisées par les membres eux-mêmes, qui sont la plupart du temps de simples particuliers, mais parfois aussi des professionnels proposant des promotions.
Le réseau OnVaSortir couvre la France métropolitaine, le Luxembourg, la Belgique et la Suisse francophone mais aussi les DOM-TOM, le Japon, les États-Unis, l'Australie etc. sous le nom Urbeez.

## Histoire
En avril 2005, Jérémy Routier,, crée le site web SortirSurParis.net (dit « SSP »), sur lequel chacun peut proposer des sorties en groupe et s'inscrire pour des activités de loisirs : culturelles (cinéma, concert, théâtre, restaurant, etc.), sportives, ludiques, d'entraide, d'organisation de séjours,.
En 2010, la société Netuneed, éditrice du site, assigne en justice le site internet Dailyfriends pour sa trop grande ressemblance avec le site Onvasortir.com. Dailyfriends est condamné en 2015. 
À partir de 2010, le site commence à restreindre les lieux où les utilisateurs peuvent se rencontrer, en favorisant les lieux commerciaux partenaires du site.